# Thoracispa
Thoracispa là một chi bọ cánh cứng trong họ Chrysomelidae.
Chi này được miêu tả khoa học năm 1875 bởi Chapuis.

## Các loài
Các loài trong chi này gồm:
- Thoracispa brunni (Weise, 1904)
- Thoracispa dregei (Chapuis, 1875)
- Thoracispa hessei (Uhmann, 1934)